# 峰圃茶莊
峰圃茶莊，是1883年成立於廈門鼓浪嶼的茶莊，前身為「峰圃茶舖」，1922年因廈門當地治安問題播遷臺灣，落腳至臺北市歸綏街後更為現名，1949年登記於重慶南路一段35號址，該店址於2012年10月29日獲臺北市政府文化局登錄為歷史建築。

## 概要
峰圃茶莊創辦人蔣立淇為清末出身福建省安溪縣的茶人子弟，12歲時於廈門碼頭邊學習製茶技術，在從事無薪學徒期間因行為操守得到老闆肯定，於老闆資助下獨立開店。
清光緒九年（1883年），蔣立淇於鼓浪嶼開設茶行，後因時局動盪而指派其子蔣禮池前往台灣發展，從在臺北大稻埕茶行擔任學徒做起，至1922年蔣禮池終因廈門治安惡化遷居臺灣，將中國大陸的生意全面終止並設址於臺北歸綏街租屋創立「峰圃茶莊」，初期從事茶葉小批發並採購茶葉分裝售予老人茶室，包辦當時萬華21家茶館的生意。1945年臺灣光復後，成立門市於重慶南路一段35號建物、設倉庫於重慶北路一段15巷6號。
1954年，峰圃茶莊首次參加臺灣省政府農林廳優良茶葉評選獲得優等獎，從此成為中華民國政府要員如蔣中正、王雲五、何應欽、蔣夢麟與黃朝琴等人專門使用與餽贈國賓的禮品，相傳蔣中正透過王雲五的介紹給予峰圃「臺灣茶，國之寶」的評價，成為主要商品「寶國清茶」的名稱由來。另外，諸如美國總統艾森豪、約旦國王胡笙、伊朗王國國王巴勒維以及美國時任副總統尼克森等政要訪問臺灣期間皆曾收受過中華民國總統府贈送的峰圃茶品。1970年以後，陸續包辦晶華酒店、國賓飯店、福華飯店等酒店的茶葉以及爭鮮迴轉壽司的招牌清茶包供應。同年，店主蔣禮池辭世，其七名子嗣中的三人：長子蔣炳照、次子蔣炳榮、五子蔣炳岩兄弟共用「峰圃茶莊」名號分別在重慶南路、吉林路和重慶北路各自經營茶行，其中由蔣炳岩經營的「世峰茗茶」店址位於吉林路，仍保留有蔣中正落款的「親愛精誠」墨寶。
2012年，重慶南路峰圃遷址至漢口街一段86號。

## 歷史建築

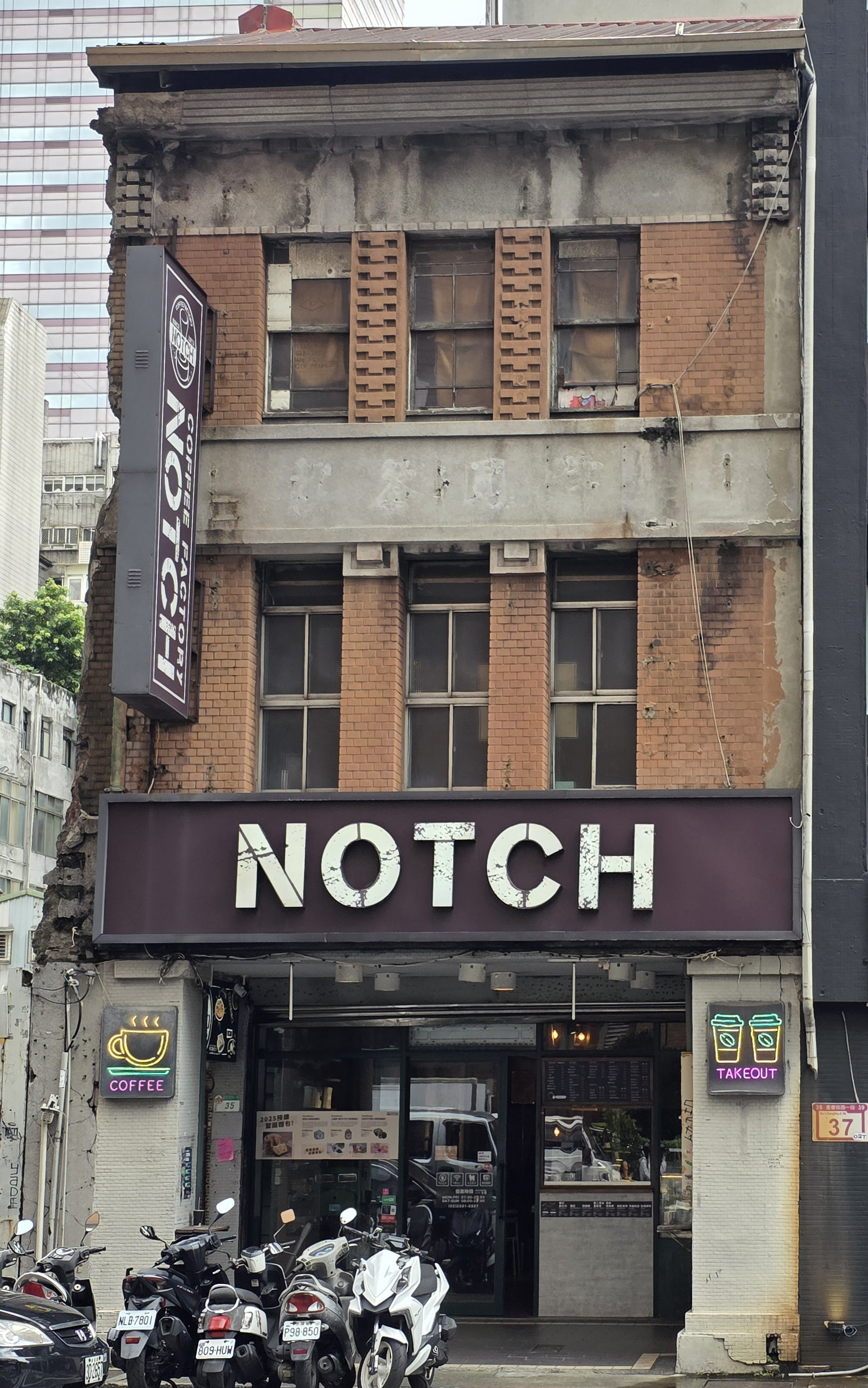
開設於峰圃舊址的「NOTCH咖啡本町店」（2025年）

峰圃茶莊位於重慶南路一段35號的舊店鋪，在台灣日治時期曾作為岛津制作所的臺北出張所，1931年，島津製作所於今日重慶南路武昌街口設立臺北出張所，1934年才搬到今重慶南路一段35號址，毗鄰「太陽號」書店及專賣局臺北支局。該區段屬於昭和4年（1929年）由臺灣土地建物株式會社投資興建的「樂天地」商業街區一部份，建物由鈴置良一技師設計，每單位面積約為96平方公尺，立面牆之材料以溝面赤煉瓦及水泥為主，柱頭有石雕花紋；窗楣線與線間為洗石子，再拉出橫帶水泥裝飾，長條上下拉窗，窗框有精美線腳，整體模仿美國建築師萊特的田園學派風格，使用連續圖樣的預鑄泥塑裝飾。1945年，峰圃茶莊進駐，建築歷經一次增建，後半段增加四樓作為臥室使用。2012年，峰圃茶莊因鄰地都市更新壓力而遷址漢口街，同年該建物因具保存價值與歷史意義被登錄為歷史建築。2017年，由「NOTCH咖啡本町店」租用迄今。

## 外部連結
- 峰圃茶莊官網 （页面存档备份，存于）
- 峰圃茶莊（台北車站）的Facebook專頁
- 峰圃茶莊的Facebook專頁
- 峰圃茶莊的Instagram帳戶